# Флаг Серпухова
Флаг муниципального образования «Город Се́рпухов Московской области» Российской Федерации является, наряду с гербом, основным официальным символом муниципального образования.
Флаг утверждён 6 октября 1999 года как флаг муниципального образования «Город Серпухов» (после муниципальной реформы 2006 года — муниципальное образование «Город Серпухов Московской области») и внесён в Государственный геральдический регистр Российской Федерации с присвоением регистрационного номера 565.

## Описание
Описание флага, утверждённое 6 октября 1999 года решением Совета депутатов муниципального образования «Город Серпухов» Московской области № 136/25, гласило:
«Флаг города Серпухова представляет алое полотнище с отношением ширины к длине 2:3, несущее в центре изображение фигуры герба города Серпухова (павлина), с левой стороны флаг имеет полосу для крепления древка».
Описание флага, утверждённое 29 июня 2005 года решением Совета депутатов муниципального образования «Город Серпухов» Московской области № 540/83, гласит:
«Оригинал флага города Серпухова представляет собой прямоугольное алое полотнище с отношением ширины к длине 2:3, несущее в центре изображение фигуры герба города Серпухова».

## Обоснование символики
За основу флага взят герб города Серпухова.
Павлин — основной элемент исторического герба 1883 года города Серпухова.
Красный цвет символ богатства, любви, здоровья и мужества.
Белый цвет (серебро) символ простоты, совершенства, благородства, мудрости и взаимосотрудничества.
Жёлтый цвет (золото) — символ прочности, силы, великодушия, и солнечного света.

## Интересные факты
В марте 2005 года лётчику-космонавту Сергею Крикалёву представители Серпухова передали флаг города. Флаг был доставлен на орбиту.
После возвращения с МКС Сергей Крикалёв вернул из космоса символ города. На флаге отчётливо видна бортовая печать космического корабля.